# La Ferme du Choquart
Pour les articles homonymes, voir Choquart.

La Ferme du Choquart est un film français réalisé par Jean Kemm et sorti en 1922 d’après le roman éponyme de Victor Cherbuliez.

## Fiche technique
- Réalisation : Jean Kemm
- Scénario : Jean Kemm, d’après le roman éponyme de Victor Cherbuliez paru en 1883.
- Société(s) de production : Pathé Frères
- Pays de production : France
- Format : Muet - Noir et blanc - métrage : 1975 m
- Genre : Drame
- Date de sortie :
  - France : 13 janvier 1922

## Distribution
- Geneviève Félix : Mariette, la douce fille d’un berger, adoptée par les Paluel une fois devenue orpheline, amoureuse sincère de Robert
- Mary Marquet : Aleth Guépie, l’intrigante fille des aubergistes, qui épouse Paul pour son argent
- Jeanne Even : Mme Vve Paluel, une riche fermière, la mère de Paul et mère adoptive de Mariette
- Renée Lemercier : Palmyre
- André Varennes : Robert Paluel, le fils d’une riche fermière, qui épouse pour son malheur l’intrigante Aleth
- Maurice Escande : le marquis de Montaillé, l’amant d’Aleth
- Auguste Mévisto : Richard Guépie
- Pierre Aldebert : Polydore Guépie - le frère d’Aleth qui la déteste
- Jean Kemm : le médecin